# Wierzbowiec (rejon krzemieniecki)
Wierzbowiec (ukr. Вербовець, Werboweć) – wieś w rejonie krzemienieckim obwodu tarnopolskiego.
Wieś założona w 1643 r. Znajdował się tutaj zamek i pałac wzniesiony przez Stanisława Mniszcha, chorążego koronnego. W II Rzeczypospolitej miejscowość była do 1 października 1933 r. siedzibą gminy wiejskiej Wierzbowiec, następnie w gminie wiejskiej Wyszogródek w powiecie krzemienieckim województwa wołyńskiego. Wieś liczy 988 mieszkańców.